# Liste der Monuments historiques in La Chapelle-Rablais
Die Liste der Monuments historiques in La Chapelle-Rablais führt die Monuments historiques in der französischen Gemeinde La Chapelle-Rablais auf.

## Liste der Objekte
| Bezeichnung | Beschreibung          | Standort                    | Kennzeichnung | Schutzstatus | Datum | Bild |
| ----------- | --------------------- | --------------------------- | ------------- | ------------ | ----- | ---- |
| Glocke      | Bronze, 1787 gegossen | in der Kirche St-Bon (Lage) | PM77000312    | Classé       | 1942  |      |